# Remete Szent Cirjék

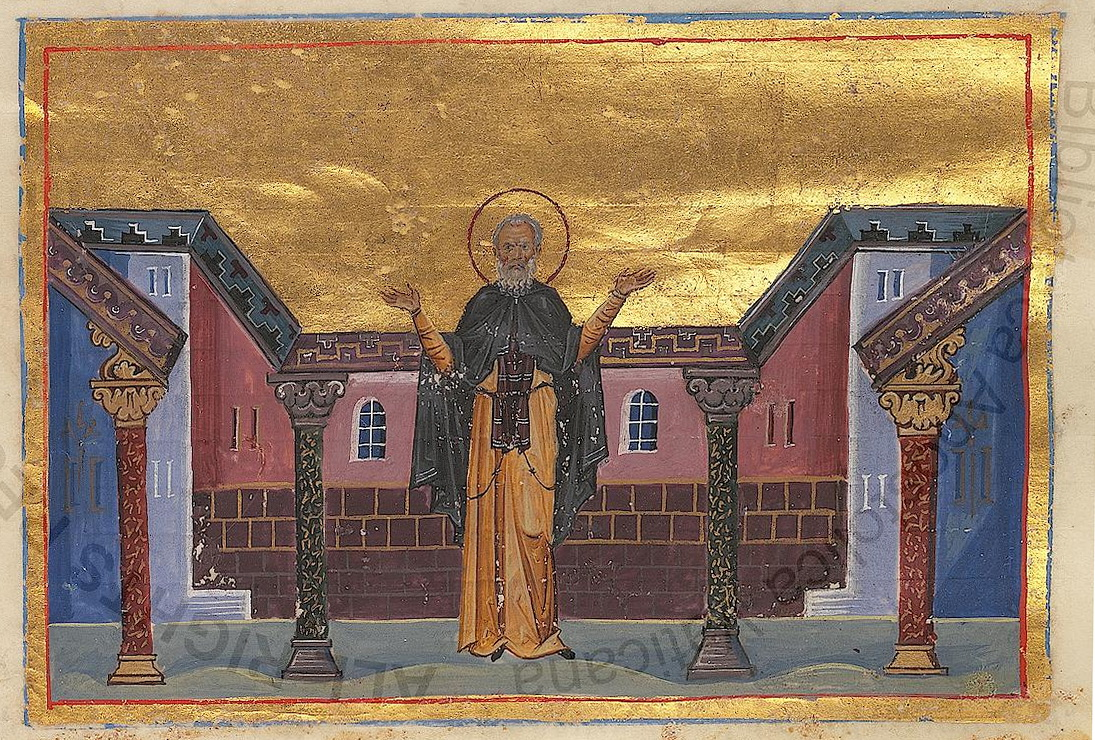
Miniatűr Bazil Menologionból II (görög ortodox kalendáriumi részlet)

Szent Cirjék vagy Kyriakos, Cyriacus, a remete néven is ismert (görögül: Ὅσιος Κυριακός ὁ Ἀναχωρητής, Hosios Kyriakos ho Anachōrētēs) (Korinthosz, 449. január 9. –‎ , 557) anakhóréta.

## Élete
Apja János nevű pap volt, anyját Eudoxiának hívták. Péter korinthoszi püspök rokona volt, aki Kyriakost templomi olvasóvá tette meg.
Kyriakost a szentírás tanulmányozása a szentekhez hasonló, istentelen dolgoktól mentes élet elérésére késztette. Cyriacus, 18. életévének betöltése előtt, mikor a templomban a következő ige hirdetését hallotta, azonnal a kikötőbe sietett és egy Jeruzsálembe tartó hajóra szállt:
"Aki utánam akar jönni, tagadja meg magát, vegye fel keresztjét, és kövessen engem." (Máté 16:24)
A szent keresztény helyek meglátogatása után, Kyriakos több hónapig egy kolostorban lakott, nem messze Siontól. Itt Hegumenos Abba Eustorgiusnak tartozott engedelmességgel. Az ő támogatásával jutott el Nagy Euthymius Lavrájába (ünnepe: január 20.).  Euthymius elismerte Cirjék elhivatottságát, szerzetessé avatta és Szent Gerasimus (ünnepe: március 4.) irányítása alá helyezte. Ezután a Jordán folyónál fekvő, Theoctistus kolostorban folytatott Istennek tetsző, önmegtartóztató életmódot.
Gerasimus, figyelembe véve fiatalságát, testvéri közösségbe helyezte Kyriakost. A fiatal Kyriakos könnyedén magáévá tette a szerzetesi engedelmességet: buzgón imádkozott, kevés alvással is beérte, csak minden második nap evett egy kis kenyeret és ivott vizet.
Gerasimos halála után a huszonhét éves Kyriakos vissza kívánt térni Euthymios Lavrájába, azonban Szent Euthymios már elhunyt. Kyriakos így magán cellát kért ebben a lavrában, ahol csendben űzhette szerzetesi életvitelét. Ebben az időszakban csak Tamás szerzetessel kommunikált. Később, mikor Tamást Alexandriába küldték, ahol püspökké szentelték, tíz évet töltött teljes elcsendesedésben. 37 éves korában diakónussá avatták.
Amikor szakadás történt Euthymius és Theoctistus kolostorai között, Kyriakos visszavonult Chariton Souka kolostorába (szeptember 28-án). Ebben a kolostorban még a már tonzírozott szerzeteseket is újoncként fogadták így Kyriakost is. Több év elteltével Kyriakost pappá szentelték és a templomi olvasók vezetőjévé választották. Tizennyolc éven át élt ebben az engedelmességben és harminc évet töltött a Chariton kolostorban.
A szigorú böjt és az odaadás megkülönböztette Kyriakost még a Lavra aszkétái között is. A cellájában minden este a Zsoltárok könyvét olvasta, és csak akkor szakította félbe az olvasást, amikor éjfélkor az Istentiszteleten vett részt. Nagyon keveset aludt. Amikor a szerzetes elérte a hetven éves kort, a Natoufa vadonba ment és magával vitte János nevű tanítványát. 
A sivatagban a remeték csak keserű fűszernövényekkel táplálkoztak, amelyeket a hagiográfiai beszámolók szerint tettek ehetővé.  Öt év után az egyik helybeli férfi rátalált a remetékre és elhozta hozzájuk fiát, akiből a hagyomány szerint Kyriakos démonokat űzött ki. Ettől kezdve sokan keresték fel különböző szükségletekkel a szerzetest, de ő a teljes magányt keresve a Rouva vadonba menekült, ahol további öt évig lakott. A betegek azonban ide is utána jöttek, így minden erejével próbált segíteni rajtuk.
Életének 80. évében Kyriakos a rejtett Sousakim vadonba menekült, ahol két kiszáradt patak is található. Hét évvel később itt keresték fel a Souka kolostor testvérei, spirituális támogatását kérve hosszantartó éhínség és betegség idején. Mivel látogatásukat követően enyhülni látszott a helyzet, a kolostorbeliek azt kívánták tőle, hogy térjen vissza hozzájuk. Kyriakos így végül abban a barlangban telepedett le, ahol Szent Chariton élt egykor.
Kyriakos az Origenizmus vallási mozgalom ellen dolgozott. Imával és szóval sokakat arra késztetett, hogy a hit tisztasága érdekében hagyják el ezt a mozgalmat. A hagyomány szerint, Isten szent anyja, a Theotokos megjelent neki, hogy megerősítse az origenizmus elleni erőfeszítéseiben. Nonnus és Leontius halála után, amelyet Kyriakos több tanú szerint is megjósolt, az oreganizmus nem terjedt tovább.
Kilencvenkilenc évesen Kyriakos ismét Susakimba ment, és ott lakott tanítványával, Jánossal. Ebből az időből számos történet maradt fent, amelyekben embereket mentett meg az oroszlánoktól, vagy imái által esőt támasztott éhínség idején.
A halála előtti két évben Kyriakos visszatért a kolostorba, és ismét Chariton barlangjában töltötte napjait. Soha nem volt tétlen, szüntelenül imádkozott vagy másokat segített. Halála előtt Kyriakos összehívta a testvéreket, és megáldotta őket. 557-ben halt meg.

## Tisztelete
Az ortodox keresztény egyházak világszerte megemlékeznek róla. Szerbiában Szent Cyriacus ünnepe a szőlőszüret végét jelenti. 

## Fordítás
Ez a szócikk részben vagy egészben  a   Cyriacus the Anchorite című angol Wikipédia-szócikk ezen változatának fordításán alapul.  Az eredeti cikk szerkesztőit annak laptörténete sorolja fel. Ez a jelzés csupán a megfogalmazás eredetét és a szerzői jogokat jelzi, nem szolgál a cikkben szereplő információk forrásmegjelöléseként.